# Coeliccia macrostigma
Coeliccia macrostigma – gatunek ważki z rodziny pióronogowatych (Platycnemididae). Gatunek ten występuje tylna na Borneo.